# Bejt Dzsinn-i offenzíva
A Bejt Dzsinn-i offenzíva a Szíriai Arab Hadsereg egyik katonai hadművelete volt Gúta nyugati részén, melyet 2017. november 28-tól vívtak az ellenzéki erőkkel.

## Előzmények
Miután a Szíriai Hadsereg sikeresen elfoglalta Hán al-Síht és Baradát, majd egy Madaya és Zabadáni területein megkötött megállapodások értelmében Bejt Dsinn maradt az utolsó, az ellenzékiek kezén maradt terület Gúta nyugati részén. A terület az Oroszország és az USA között létrejött ütközőterülettől északra fekszik.

## Az offenzíva

### Tal Bardiyah elfoglalása
November 28-án a kormánycsapatok elfoglalták a stratégiai Bardiyah hegylánc keleti felét, és megtámadták a Damaszkusztól délnyugatra, a Golán-fennsíkon fekvő Bejt Dzsinn területét, mely a felkelőkhöz tartozó Tahrir al-Sham kezén volt. Így a kormánypárti és az ellenzékieket támogató források között vita alakult ki arról, hogy a felkelők visszafoglalták-e a nemrég elveszített területeiket, avagy sem. A hegyet a hadsereg két nappal később teljes egészében elfoglalta.
December 1-én a felkelők lelőtték a kormány egyik helikopterét. Ezután az offenzíva végéig felfüggesztették a területen a helikopteres beavatkozásokat.

### Harc a hegyekért
December 11-én reggel 9:30-kor a szíriai hadsereg hadműveletet indított Gúta nyugati felén, hogy Tűztávolságon belül kerüljön Bejt Dzsinnhez képest. A Szíriai Arab Hadsereg 4. Fegyveres Osztagának 42. Fegyveres Századának tagjai tüzelni kezdték a felkelőkhöz tartozó Tahrir al-Sham (HTS) állásait. Heves harcok kezdődtek Maghar Al-Mir területén, ahova több olyan lövés is érkezett, melyeket IRAM rakétákkal indítottak. A harcok alatt a hadsereg két hegyet elfoglalt Tal Bardiyah közelében. Másnap a Szíriai Hadsereg megkezdte a HTS kezén lévő Maghar Al-Mir elszigetelését a külvilágól, és ennek keretében elfoglalt két hegycsúcsot.
December 14-én a 42. Fegyveres Dandár vezetésével a Szíriai Hadsereg offenzívát indított a terület legmagasabb hegycsúcsánál, a Tal Al-Bayda csúcsnál a HTS ellen.  A területet végül sikerrel megszerezték, miután a HTS nyugat felé visszavonult. A Szíriai Hadsereg következő célja az volt, hogy félbevágja a felkelők kezén lévő területet.
Másnap a hadsereg folytatta a fő offenzíváját, és miután először két nappal korábban a HTS ellentámadásában elvesztette a hegycsúcsot, azt ismét teljes egészében visszafoglalta. Miközben a hadsereg visszafoglalta a Tal al-Ahmara körüli pozíciókat, tüzérségi állásokat létesített a Beit Saber és Maghar al-Mir városokat összekötő út mellett. December 16-ra a megmaradt területet a kormány további, a hegyeken keresztül történt előretörésének köszönhetően majdnem teljes egészében sikerült ketté vágni.
December 17-én a hadsereget kevesebb mint 500 méter választotta el Maghar al-Mir keleti részétől. December 18-19-én, miután részben elfoglaltak egy újabb hegyet, a felkelők területét már tüzérségi állások osztották még kisebb darabokra. December 21-re Bejt Dzsinnt teljesen elszigetelték a külvilágól.

### A felkelők megadják magukat
December 22-én a felkelők egy farmkörnyéket foglaltak el Mazaraat Bejt Dzsinntől délre. Két nappal később a kormánypárti seregek megkezdték offenzívájuk harmadik részét. A Szabad Szíriai Hadsereg, a Hezbollah és az iráni támogatottságú síita és drúz milicisták körbevették Maghar Al-Mir területét, és megindultak Bejr Dzsinn felé. Útjukon heves légi tüzérségi támadások segítették őket.
December 25-én, miután a kormánypárti erők még több területet elfoglaltak, a felkelők elkezdtek tárgyalni arról, hogy megadják magukat. Másnap a kormánypárti erők ultimátumot intéztek a felkelőkhöz: vagy megadják magukat, vagy a hadsereg győzi le őket. A felkelők 72 órát kaptak arra, hogy megadják magukat és visszavonuljanak a még a kezükön lévő Idlib kormányzóságba, vagy a helyükön maradnak, és megállapodásra jutnak. Az evakuálás december 29-én megkezdődött, mikor a felkelők megindultak a kezükön lévő Idlib és Daraa kormányzóságok irányába. Az első buszok másnap érkeztek meg a végállomásaikra, melyeken nagyjából 230 felkelő és családtagjaik utaztak.
Mivel a felkelők elhagyták Bejt Dzsinn területét, a Hadsereg elkezdte elfoglalni a posztjaikat.  Így január 2-án a felkelők kivonulása után a csapatok elfoglalták az úgynevezett „Vörös hegy”et. A felkelők ezt a helyet használták a közelben lévő, kormány kezén lévő város elleni tüzérségi és rajtacsapásos jellegű támadások kiindulópontjaként. A nap végére a kormány teljes egészében ellenőrzése alá vonta Bejt Dzsinn területét és annak környékét, így offenzívájuk befejeződött.